# James Watt Building
Das James Watt Building ist ein Industriegebäude in der schottischen Stadt Milngavie in East Dunbartonshire. Es liegt an der Straße Cloberfield in einem Industriegebiet im Norden der Stadt. 1976 wurde das James Watt Building in die schottischen Denkmallisten in der Kategorie B aufgenommen.

## Beschreibung
Das Gebäude war Teil einer Bleicherei aus dem 18. Jahrhundert, die mit dem Erfinder James Watt in Verbindung stand. Das James Watt Building besteht aus einem länglichen Bau mit drei Stockwerken. Die Fassadenflächen sind verputzt und rot gestrichen. An den Gebäudekanten sind Ecksteine verbaut, die ebenso freiligend sind wie die Fensterfaschen. Ebenso wie die Türen sind die Stürze der Fenster flach abgerundet. Das Dach ist mit Schieferschindeln gedeckt.